# Roethoningzuiger
De roethoningzuiger (Cinnyris fuscus; synoniem: Nectarinia fusca) is een zangvogel uit de familie Nectariniidae (honingzuigers).

## Verspreiding en leefgebied
Deze soort telt 2 ondersoorten:
- C. f. fuscus: van Namibië en Botswana tot Zuid-Afrika.
- C. f. inclusus: zuidwestelijk Angola.